# Antillogorgia
Antillogorgia es un género de octocorales perteneciente a la familia Gorgoniidae, del orden Alcyonacea.
Este género de gorgonias marinas está ampliamente distribuido por aguas tropicales y subtropicales del océano Atlántico oeste.
La especie A. elisabethae contiene un diterpeno llamado pseudopterosin, que tiene propiedades analgésicas y antiinflamatorias, y se incluye en cremas y antiinflamatorios de uso tópico comercializados para el ser humano.

## Especies
El Registro Mundial de Especies Marinas reconoce las siguientes especies en el género:
- Antillogorgia acerosa (Pallas, 1766)
- Antillogorgia albatrossae Bayer, 1961
- Antillogorgia americana (Gmelin, 1791)
- Antillogorgia bipinnata (Verrill, 1864)
- Antillogorgia blanquillensis (Stiasny, 1941)
- Antillogorgia elisabethae Bayer, 1961
- Antillogorgia hummelincki Bayer, 1961
- Antillogorgia hystrix Bayer, 1961
- Antillogorgia kallos (Bielschowsky, 1918)
- Antillogorgia navia Bayer, 1961
- Antillogorgia rigida (Bielschowsky, 1929)

## Morfología
Su estructura es ramificada, en forma pinnada, o plumosa. Las ramas no se anastomosan entre sí. El axis, o eje, de la colonia suele ser cilíndrico. Todas las especies poseen zooxantelas.
La estructura esquelética está recubierta por una masa carnosa (cenénquima), o tejido común generado por ellos, de donde salen los pólipos de 8 tentáculos, que son totalmente retráctiles, y que sobresalen discretamente de la superficie del cenénquima.
El color del cenénquima que recubre el esqueleto puede ser lavanda, violeta pálido, beige, blancuzco, amarillo, púrpura o marrón.
Tanto el cenénquima, como el tejido de los pólipos, tienen escleritas calcáreas, mayoritariamente sin colorear, de los tipos husillo y escafoides.
Su tamaño alcanza 100 o 150 cm de alto, según la especie.

## Galería

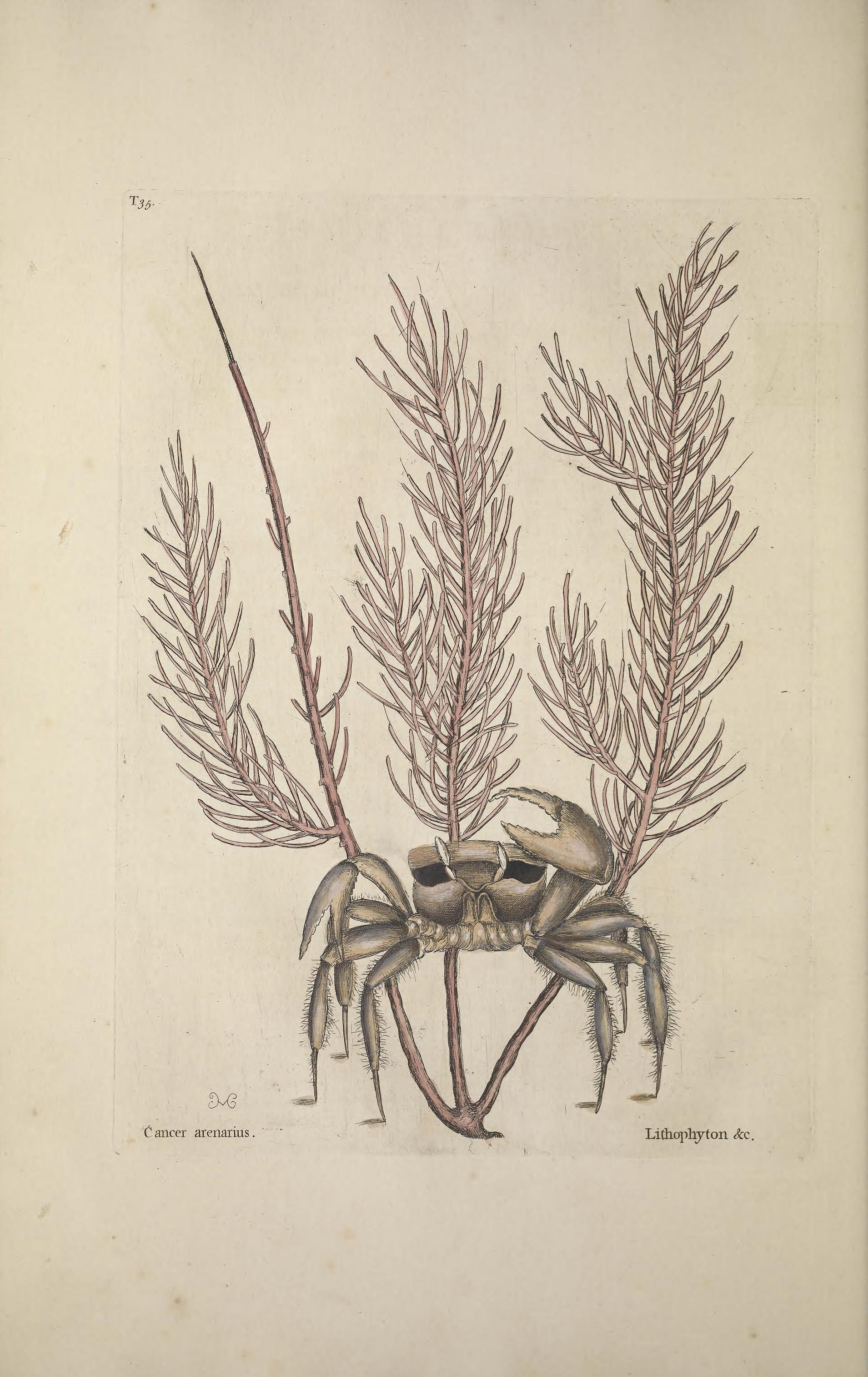
Ilustración de A. acerosa y Ocypode quadrata
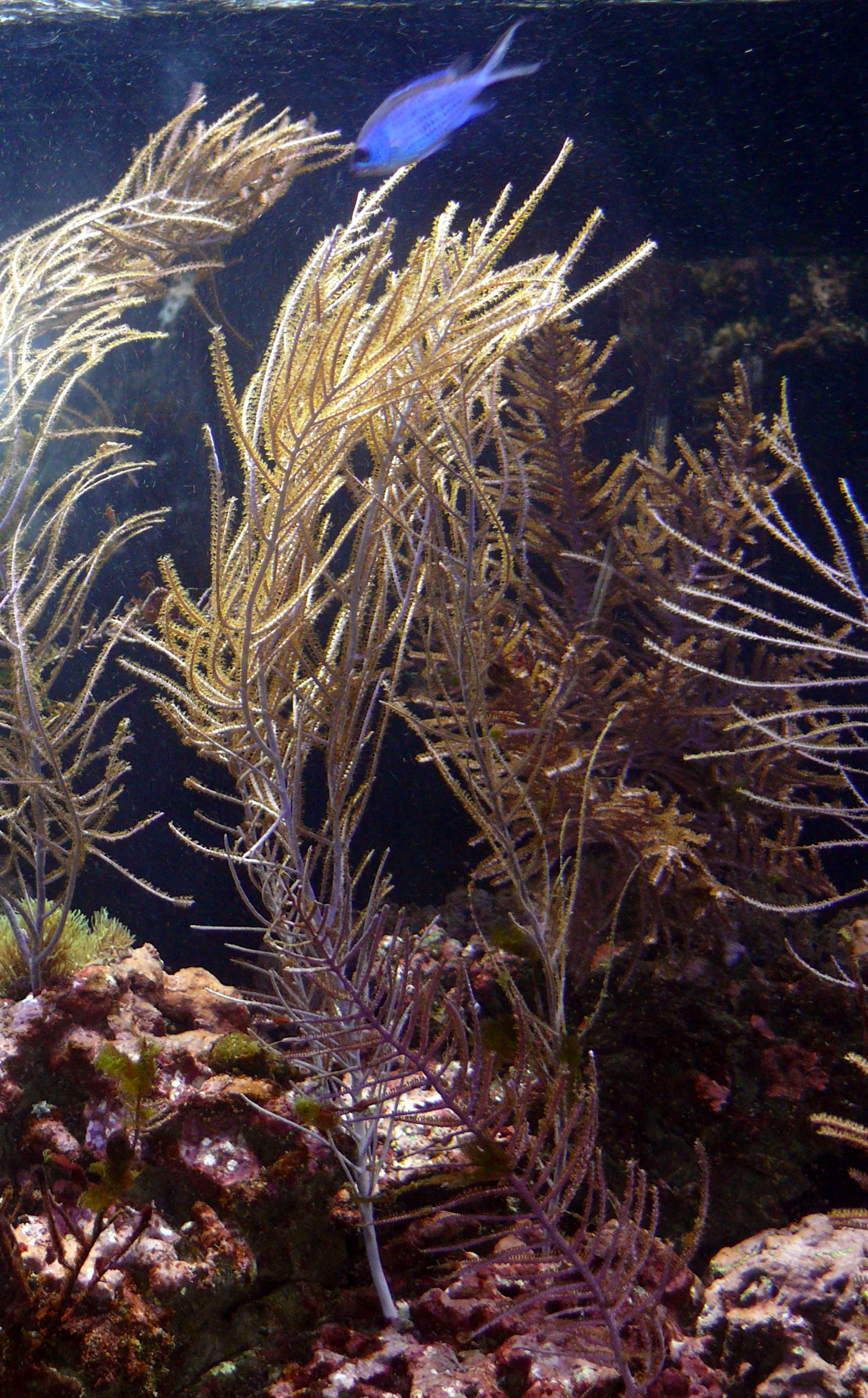
Antillogorgia acerosa
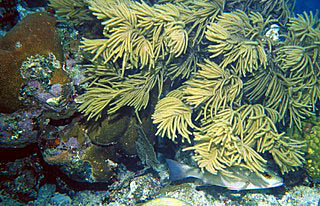
A. americana en el Santuario Nacional Marino de Florida Keys, EE.UU.
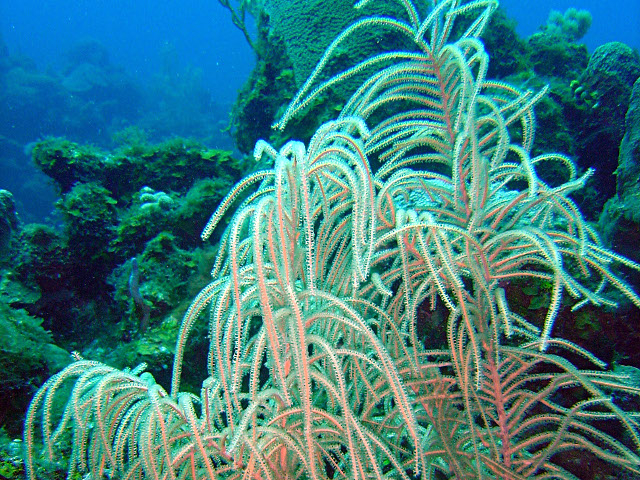
Antillogorgia americana en isla Juventud, Cuba
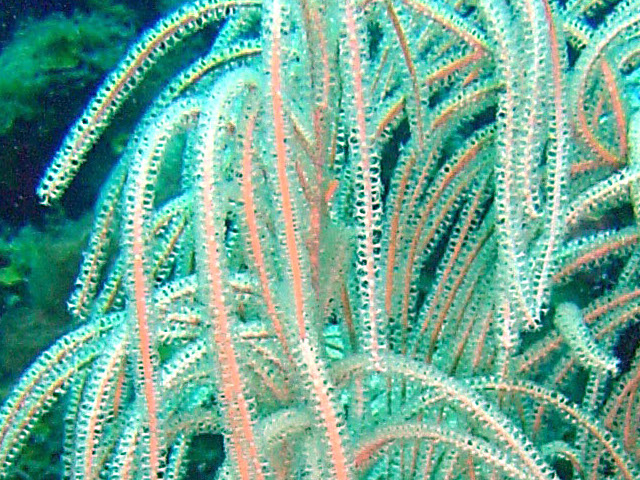
Vista de pólipos de A. americana
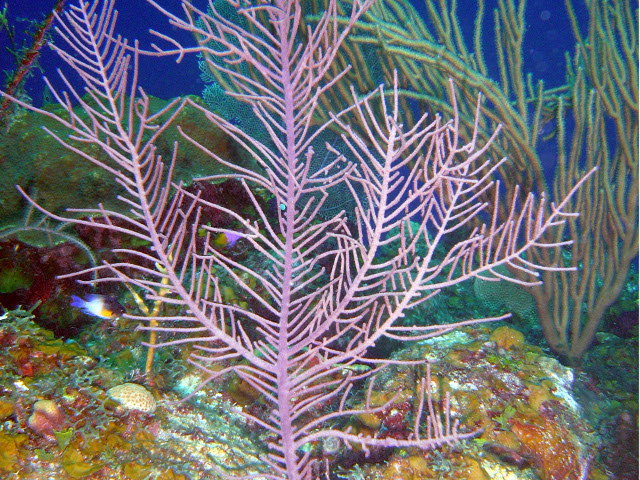
Antillogorgia bipinnata

## Alimentación
Contienen algas simbióticas zooxantelas, lo que les proporciona gran parte de sus requerimientos nutricionales. También se alimentan de las presas de microplancton que capturan con sus minúsculos tentáculos, así como de materia orgánica disuelta que obtienen del agua.

## Reproducción
Son especies gonocóricas, de sexo separado. En la reproducción sexual, la fecundación puede ser externa, semi-interna, en la superficie de la colonia hembra, o interna, pues algunas especies mantienen el óvulo en su interior (cavidad gastrovascular) y es allí donde son fecundados. En la fecundación externa, los huevos una vez en el exterior, permanecen a la deriva arrastrados por las corrientes varios días, más tarde se forma una larva plánula que, tras deambular por la columna de agua marina, se adhiere al sustrato o rocas, y comienza su metamorfosis hasta convertirse en pólipo. Posteriormente se reproducen asexualmente por gemación, dando origen a la colonia coralina.

## Hábitat
Suelen habitar en arrecifes de aguas tropicales soleadas, y en fondos duros, con su base enterrada en el sedimento, en suelos arenosos o grietas de rocas.
Su rango de profundidad está entre 1 y 50 m.

## Distribución geográfica
Se distribuyen en el océano Atlántico occidental. Desde Florida, Golfo de México y Caribe, Antillas, Cuba, Bermudas y Bahamas.